# Fatal Attraction
Fatal Attraction (tiếng Việt: Sự cuốn hút chết người) là một bộ phim kinh dị tâm lý của Mỹ sản xuất năm 1987 do Adrian Lyne đạo diễn từ kịch bản của James Dearden viết, dựa trên bộ phim ngắn Diversion năm 1980 của ông. Phim có sự tham gia của Michael Douglas, Glenn Close và Anne Archer, xoay quanh một người đàn ông đã kết hôn làm tình một đêm với một người phụ nữ, người không cho phép nó kết thúc và ám ảnh anh ta.
Fatal Attraction được phát hành vào ngày 18 tháng 9 năm 1987 bởi Paramount Pictures. Phim đã nhận được những đánh giá tích cực từ các nhà phê bình, nhưng đồng thời phim cũng nhiều gây ra tranh cãi vào thời điểm phát hành của nó. Bộ phim đã trở thành một thành công phòng vé lớn, thu về 320,1 triệu USD so với kinh phí 14 triệu USD, trở thành bộ phim có doanh thu cao nhất năm 1987 trên toàn thế giới. Tại Lễ trao giải Oscar lần thứ 60, Fatal Attraction đã nhận được 6 đề cử ở các hạng mục: Hình ảnh xuất sắc nhất, Đạo diễn xuất sắc nhất, Nữ diễn viên chính xuất sắc nhất (cho Glenn Close), Nữ diễn viên phụ xuất sắc nhất (cho Anne Archer), Kịch bản chuyển thể xuất sắc nhất và Dựng phim Xuất sắc nhất.

## Tóm tắt nội dung
Daniel "Dan" Gallagher là một luật sư người Manhattan thành đạt và có một cuộc hôn nhân hạnh phúc. Trong một lần đi công tác, vì công việc mà anh đã gặp Alexandra "Alex" Forrest, biên tập viên của một công ty xuất bản. Trong khi vợ anh, Beth và con gái, Ellen, đi chơi xa vào cuối tuần, Dan đã ngoại tình với Alex. Mặc dù ban đầu cả hai chỉ là tình một đêm, nhưng Alex sau đó đã bắt đầu yêu Dan và luôn bám theo anh.
Sau khi đột ngột rời đi vào nửa đêm, Dan đã miễn cưỡng dành cả ngày hôm sau với Alex sau khi cô kiên trì hỏi han anh và tiết lộ về thân phận của mình là một người từng bị lạm dụng tình dục và loạn luân khi còn nhỏ. Khi Dan cố gắng lấy cớ rời đi một lần nữa, cô đã cắt cổ tay của mình với một âm mưu thao túng để buộc anh phải ở lại. Anh giúp cô băng bó các vết cắt, ở lại với cô qua đêm để đảm bảo rằng cô ổn và rời đi vào buổi sáng. Mặc dù Dan tin rằng chuyện tình cảm này sẽ sớm bị lãng quên, nhưng một ngày nọ, Alex đến văn phòng của anh để xin lỗi về hành vi của cô và mời anh đến xem vở nhạc kịch Madame Butterfly, nhưng Dan đã lịch sự từ chối lời mời. Sau đó, Alex tiếp tục gọi cho Dan tại văn phòng của anh cho đến khi anh nói với thư ký của mình rằng anh sẽ không nhận cuộc gọi của Alex nữa.
Alex sau đó điện thoại về nhà của Dan liên tục, tuyên bố rằng cô đang mang thai và sẽ không tính đến việc phá thai với dự định giữ lại đứa bé. Cô cũng cho rằng Dan là người phải chịu trách nhiệm cho việc này. Sau khi Dan âm thầm thay đổi số điện thoại nhà của mình, Alex đã bất ngờ xuất hiện tại nhà của Dan (đang được bán) và gặp Beth, giả vờ quan tâm như một người muốn mua nhà. Tối hôm đó, Dan đã đến căn hộ của Alex để yêu cầu cô dừng lại, sau đó cả hai vì không thể thỏa thuận nên đã xảy ra một cuộc xô xát. Đáp lại, Alex nói rằng cô sẽ không nhân nhượng cho chuyện này.
Sau khi bán nhà xong, gia đình Dan đã chuyển nhà đến sống tại Bedford, nhưng điều này không làm Alex nản lòng. Cô đã bí mật gửi một đoạn băng ghi âm cho Dan với đầy những lời lẽ đe dọa và văng tục. Cô theo dõi anh trong một nhà để xe, đổ axit vào xe của Dan làm hỏng động cơ, và theo anh về nhà một đêm để theo dõi trong bí mật. Nỗi ám ảnh về Alex ngày càng leo thang khi Dan đến gặp cảnh sát để xin một án tù đối với Alex (tuyên bố rằng cô là một "kẻ quấy rối"). Nhưng một Trung úy sau đó đã nói rằng anh không thể vi phạm quyền của Alex mà không có một nguyên nhân rõ ràng, và cũng vì Dan là tình một đêm của Alex nên anh sẽ phải chịu trách nhiệm cho việc này.
Trong một lần khi gia đình Gallagher không có nhà, Alex đã giết con thỏ cưng của Ellen, và đặt nó trong nồi nước trên bếp để đun sôi; khi Beth trở về, cô đã nhìn thấy xác của con thỏ và hét lên kinh hoàng. Sau đó, Dan đã nói với Beth về tình một đêm với Alex và việc Alex có thai. Quá tức giận, cô sau đó đã yêu cầu Dan rời đi. Trước khi đi, Dan gọi cho Alex để nói với cô rằng Beth đã biết về vụ ngoại tình. Khi nhận được cuộc gọi từ Alex, Beth nghe điện thoại và cảnh báo Alex rằng cô sẽ giết Alex nếu còn tiếp tục làm phiền gia đình cô. Trong lúc đó, Dan và Beth không hề hay biết Alex đã đón Ellen từ trường và đưa cô bé đến một công viên giải trí. Beth hoảng sợ khi không tìm thấy Ellen. Cô điên cuồng lái xe tìm kiếm và tông vào đuôi một chiếc ô tô dừng ở ngã tư khiến cô bị thương và phải nhập viện. Alex thả Ellen về nhà mà không làm hại cô bé, yêu cầu cô bé hôn lên má mình.
Vì quá tức giận nên sau đó Dan đã xông vào căn hộ của Alex và tấn công, bóp cổ cô để cảnh cáo. Khi bỏ đi, bất ngờ Alex đã lao vào tấn công anh bằng một con dao làm bếp. Anh đã chặn được cô nhưng quyết định đặt con dao xuống và bỏ đi, Alex dựa vào quầy bếp, mỉm cười với những toan tính trong đầu. Cảnh sát sau đó đã bắt đầu tìm kiếm cô sau khi Dan nói với họ về vụ bắt cóc. Sau khi Beth xuất viện, Dan đã được tha thứ và mọi chuyện coi như kết thúc.
Trong lúc Beth đang chuẩn bị tắm thì Alex bất ngờ xuất hiện với con dao làm bếp và giải thích niềm tin của cô rằng Beth đang cản đường để cô có được Dan trước khi tấn công Beth. Khi Dan nghe thấy tiếng la hét, anh thất thần lao vào, vật Alex vào bồn tắm và đè cô xuống bồn nước cho chết đuối. Những tưởng rằng Alex đã chết, nhưng bất ngờ cô lại trồi lên khỏi mặt nước, vung dao vào người Dan. Nhưng kịp thời Beth đã đến với một khẩu súng lục của Dan và bắn vào ngực Alex, giết chết cô ngay tại chỗ. Cảnh cuối cho thấy xe cảnh sát bên ngoài nhà của gia đình Gallagher. Khi Dan hoàn thành việc trình bày với cảnh sát, anh bước vào trong, nơi Beth đang đợi anh. Họ ôm nhau và tiến vào phòng khách khi máy quay tập trung vào bức ảnh của họ và Ellen.

## Diễn viên
- Michael Douglas trong vai Daniel "Dan" Gallagher
- Glenn Close trong vai Alexandra "Alex" Forrest
- Anne Archer trong vai Beth Rogerson-Gallagher
- Ellen Hamilton Latzen trong vai Ellen Gallagher
- Stuart Pankin trong vai Jimmy
- Ellen Foley trong vai Hildy
- Fred Gwynne trong vai Arthur
- Meg Mundy trong vai Joan Rogerson
- Tom Brennan trong vai Howard Rogerson
- Lois Smith trong vai Martha
- Mike Nussbaum trong vai Bob Drimmer
- J. J. Johnston trong vai O'Rourke
- Michael Arkin trong vai Trung úy cảnh sát
- Jane Krakowski trong vai Christine

## Sản xuất

### Phát triển
Ý tưởng và kịch bản ban đầu của Fattal Attraction do James Dearden (với sự hỗ trợ của Nicholas Meyer) chuyển thể từ Diversion, một bộ phim ngắn sản xuất năm 1980 của Dearden cho một kênh truyền hình tại Anh. Trong một cuốn sách của Meyer "The View from the Bridge: Memories of Star Trek and a Life in Hollywood", ông đã giải thích rằng vào cuối năm 1986, nhà sản xuất Stanley R. Jaffe đã yêu cầu ông xem kịch bản do Dearden phát triển và ông đã viết một đoạn phim dài 4 trang, đưa ra các đề xuất cho kịch bản bao gồm một cái kết mới cho bộ phim. Vài tuần sau đó, ông đã gặp đạo diễn Adrian Lyne và đưa ra một số gợi ý bổ sung. Cuối cùng, Meyer được yêu cầu soạn thảo lại kịch bản trên cơ sở đề xuất của Adrian để trở thành một kịch bản hoàn chỉnh trước khi quay.
Trong quá trình tuyển chọn diễn viên, hai nhà sản xuất Sherry Lansing và Stanley R. Jaffe đều nghi ngờ nghiêm trọng về việc chọn Glenn Close vì họ không nghĩ rằng cô có đủ gợi cảm cho vai Alex. Close sau đó đã rất kiên trì, đến nỗi sau khi gặp Jaffe vài lần ở New York, cô được yêu cầu bay đến Los Angeles để đọc sách với Michael Douglas trước mặt Adrian Lyne và Lansing. Trước buổi thử giọng, cô đã để mái tóc xoăn tự nhiên và cô mặc một chiếc váy đen mỏng tang đầy gợi cảm mà sau này cô đã cho biết đó là một việc "hết sức xấu hổ". Thế nhưng điều này gây ấn tượng với Lansing, bởi vì Close "có vẻ ngoài hoàn toàn khác [...]" và sau đó Close đã chính thực được nhận vai diễn trong phim.
Để chuẩn bị cho vai diễn của mình, Glenn Close đã tham khảo ý kiến của một số nhà tâm lý học, hy vọng có thể hiểu được tâm lý và động lực của Alex. Cô cảm thấy không thoải mái với cảnh luộc con thỏ mà cô cho là quá cực đoan, nhưng cô yên tâm khi tham khảo ý kiến của các nhà tâm lý rằng hành động đó hoàn toàn có thể xảy ra và hành vi của Alex tương ứng với một người từng bị lạm dụng tình dục loạn luân khi còn nhỏ.

### Kết thúc thay thế
Một kết thúc khác cho bộ phim sau đó đã được công khai bằng việc Alex Forrest rạch cổ họng của cô ở cuối phim bằng con dao Dan để lại trên quầy, để làm cho có vẻ như Dan đã giết cô. Sau khi chứng kiến cảnh chồng bị cảnh sát bắt đi, Beth tìm thấy một cuốn băng cát-xét mà Alex đã gửi cho Dan, trong đó cô dọa sẽ tự sát. Khi nhận ra ý định của Alex, Beth đưa cuốn băng đến cảnh sát để minh oan cho Dan về tội giết người. Cảnh cuối cho thấy, trong đoạn hồi tưởng, Alex đã tự kết liễu đời mình bằng cách tự rạch cổ mình trong khi nghe Madame Butterfly.
Sau khi thực hiện các buổi chiếu thử nghiệm, Joseph Farrell (người xử lý các buổi chiếu thử nghiệm) đã đề nghị Paramount cho quay một đoạn kết mới - chính là đoạn kết chính thức của phim về sau này.
Tuy nhiên, trong bản phát hành đầu tiên tại Nhật Bản của bộ phim lại sử dụng đoạn kết gốc. Phần kết ban đầu cũng xuất hiện trên phiên bản đặc biệt VHS và LaserDisc do Paramount phát hành vào năm 1992, và được đưa vào bản phát hành DVD của bộ phim một thập kỷ sau đó.

## Tiếp nhận
Fatal Attraction trải qua 8 tuần ở vị trí số 1 tại phòng vé Bắc Mỹ và cuối cùng thu về 156,6 triệu đô la trong nước, đưa tác phẩm trở thành bộ phim có doanh thu cao thứ hai trong năm 1987 tại Mỹ sau Three Men and a Baby. Phim cũng thu về 163,5 triệu USD ở nước ngoài với tổng doanh thu là 320,1 triệu USD, trở thành bộ phim có doanh thu lớn nhất năm 1987 trên toàn thế giới. Điều này sau đó đã dẫn đến một số bộ phim kinh dị tâm lý có chủ đề tương tự được thực hiện trong suốt những năm cuối thập niên 1980 và 1990.
Nhìn chung, phim nhận được đánh giá tích cực từ giới phê bình. Nhà phê bình phim Richard Corliss của tạp chí Time đã khen ngợi bộ phim và viết: "Bộ phim đã đem được nỗi sợ hãi và sự kinh dị về ngôi nhà - nơi mà những khán giả trưởng thành thực sự sống." Trong bài đánh giá của mình cho tờ The New York Times, Janet Maslin tin rằng bộ phim sẽ trở thành một bộ phim được khán giả yêu thích qua nhiều năm, viết rằng "Nhiều năm sau, có thể xác định chính xác thời điểm tạo ra Fatal Attraction, bộ phim kinh dị lãng mạn mới của Adrian Lyne, và các tình huống chính xác đã làm cho nó trở thành một thành công trong phòng vé lẫn đánh giá từ các nhà phê bình và người xem." Rotten Tomatoes chấm cho phim 76% dựa trên đánh giá từ 54 nhà phê bình với điểm trung bình là 6,80/10, rằng "Một chiếc nồi áp suất theo nghĩa tốt nhất, Fatal Attraction là một bộ phim kinh dị hấp dẫn, hấp dẫn khó có thể rời mắt khỏi một khi đã bắt đầu." Trên Metacritic, phim có điểm đánh giá là 67/100 dựa trên đánh giá từ 16 nhà phê bình. Khán giả do CinemaScore thăm dò cũng đã cho điểm trung bình của phim là "A" trên thang điểm từ A + đến F.
Sau khi phát hành, Fatal Attraction đã gây ra nhiều cuộc thảo luận về hậu quả tiềm ẩn của việc không chung thủy. Trong khi đó, một số nhà nữ quyền lại không đánh giá cao những gì họ cảm nhận được là việc miêu tả một người phụ nữ có sự nghiệp mạnh mẽ nhưng đồng thời mắc chứng tâm thần. Nhà nữ quyền Susan Faludi đã thảo luận về bộ phim trong Backlash: The Undeclared War Against American Women, cho rằng những thay đổi lớn đã được thực hiện đối với cốt truyện ban đầu để khiến Alex hoàn toàn tiêu cực, trong khi sự bất cẩn của Dan và sự thiếu lòng trắc ẩn và trách nhiệm không được nêu ra, thậm chí Dan mới là kẻ phải xứng đạt để chịu hình phạt vì anh là người đã thực hiện hành vi "mua dâm".
Nhà phê bình người Anh Barry Norman cũng bày tỏ sự đồng cảm với những nhà nữ quyền, những người thất vọng vì bộ phim và chỉ trích cái kết "quá lố" và gọi nó là kém hơn so với Play Misty for Me của Clint Eastwood, phim cũng có một cốt truyện tương tự. Tuy nhiên, ông cũng tuyên bố rằng phim "mạnh mẽ và được làm rất tốt, được diễn xuất xuất sắc bởi ba nhân vật chính và có một kịch bản rất gọn gàng, dễ hiểu". Cũng trong thời gian về sau này, Fatal Attraction đã được một số tác giả mô tả như một bộ phim tân cổ điển.

### Phân tích tâm lý
Nhân vật Alex Forrest trong phim đã được đưa ra làm thảo luận bởi các bác sĩ tâm thần và các chuyên gia điện ảnh, và đã được sử dụng làm hình ảnh minh họa cho tình trạng rối loạn nhân cách ranh giới. Tuy nhiên, đây là một hình ảnh đại diện phóng đại và hơi phi thực tế về chứng rối loạn này. Nhân vật thể hiện các hành vi bốc đồng, dễ xúc động, nỗ lực điên cuồng để tránh bị bỏ rơi, thường xuyên tức giận nghiêm trọng, tự làm hại bản thân và chuyển từ lý tưởng hóa sang phá giá; những đặc điểm trên đều phù hợp với chẩn đoán nhưng không phải ở mức độ quá cực đoan như Alex. Nhìn chung, sự hung hăng của nhân vật Alex có xu hướng hướng về bản thân hơn là người khác, vì vậy sẽ chính xác hơn nếu chỉ coi nhân vật phản diện trong phim là một kẻ tâm thần.
Thuật ngữ "bunny boiler" sau đó cũng đã được dùng để mô tả việc một người phụ nữ bị ám ảnh, bị hắt hủi, thích kiểm soát và sẵn sàng làm mọi thứ để trả thù, xuất phát từ cảnh phim khi Beth phát hiện ra Alex đã luộc chín con thỏ cưng của mình.

### Giải thưởng
| Giải thưởng                | Hạng mục                                              | Nội dung đề cử                     | Kết quả   |
| -------------------------- | ----------------------------------------------------- | ---------------------------------- | --------- |
| Academy Awards             | Best Picture                                          | Stanley R. Jaffe và Sherry Lansing | Đề cử     |
| Academy Awards             | Best Director                                         | Adrian Lyne                        | Đề cử     |
| Academy Awards             | Best Screenplay Based on Material from Another Medium | James Dearden                      | Đề cử     |
| Academy Awards             | Best Actress                                          | Glenn Close                        | Đề cử     |
| Academy Awards             | Best Supporting Actress                               | Anne Archer                        | Đề cử     |
| Academy Awards             | Best Film Editing                                     | Michael Kahn Peter E. Berger       | Đề cử     |
| ACE Eddie                  | Best Edited Feature Film                              | Michael Kahn Peter E. Berger       | Đề cử     |
| ASCAP Award                | Top Box Office Films                                  | Maurice Jarre                      | Đoạt giải |
| BAFTA Awards               | Best Actor                                            | Michael Douglas                    | Đề cử     |
| BAFTA Awards               | Best Supporting Actress                               | Anne Archer                        | Đề cử     |
| BAFTA Awards               | Best Editing                                          | Michael Kahn và Peter E. Berger    | Đoạt giải |
| Casting Society of America | Best Casting for Feature Film, Drama                  | Risa Bramon Garcia                 | Đề cử     |
| Casting Society of America | Best Casting for Feature Film, Drama                  | Billy Hopkins                      | Đề cử     |
| David di Donatello         | Best Foreign Actor                                    | Michael Douglas                    | Đề cử     |
| David di Donatello         | Best Foreign Actress                                  | Glenn Close                        | Đề cử     |
| Directors Guild of America | Outstanding Directing – Feature Film                  | Adrian Lyne                        | Đề cử     |
| DVD Exclusive Award        | Original Retrospective Documentary, Library Release   | Jon Barbour                        | Đề cử     |
| Golden Globe Awards        | Best Motion Picture – Drama                           | Stanley R. Jaffe                   | Đề cử     |
| Golden Globe Awards        | Best Motion Picture – Drama                           | Sherry Lansing                     | Đề cử     |
| Golden Globe Awards        | Best Director                                         | Adrian Lyne                        | Đề cử     |
| Golden Globe Awards        | Best Actress in a Motion Picture – Drama              | Glenn Close                        | Đề cử     |
| Golden Globe Awards        | Best Supporting Actress – Motion Picture              | Anne Archer                        | Đề cử     |
| Goldene Kamera             | Golden Camera for Best International Actor            | Michael Douglas                    | Đoạt giải |
| Goldene Kamera             | Golden Camera for Best International Actress          | Glenn Close                        | Đoạt giải |
| Goldene Kamera             | Golden Screen                                         | Golden Screen                      | Đoạt giải |
| Grammy Award               | Best Album Written for a Motion Picture or Television | Maurice Jarre                      | Đề cử     |
| NBR Award                  | Top Ten Films                                         | Top Ten Films                      | Đoạt giải |
| People's Choice Award      | Favorite Dramatic Motion Picture                      | Favorite Dramatic Motion Picture   | Đoạt giải |
| Writers Guild of America   | Best Screenplay Based on Material from Another Medium | James Dearden                      | Đề cử     |

Viện phim Mỹ công nhận
- Danh sách 100 phim giật gân của Viện phim Mỹ, # 28 [21]
- Danh sách 100 anh hùng và kẻ phản diện của Viện phim Mỹ: Alex Forrest - Villain, # 7 [22]

## Phương tiện gia đình
Một bản sưu tầm đặc biệt của phim đã được phát hành trên DVD vào năm 2002. Paramount sau đó cũng phát hành Fatal Attraction trên đĩa Blu-ray vào ngày 9 tháng 6 năm 2009. Bản phát hành Blu-ray có một số tính năng bổ sung từ DVD năm 2002, bao gồm bình luận của đạo diễn Adrian Lyne, các cuộc phỏng vấn diễn viên và đoàn làm phim, cái nhìn về hiện tượng văn hóa của bộ phim, hình ảnh hậu trường, cảnh diễn tập, phần kết thay thế, và đoạn giới thiệu rạp ban đầu.

## Trong các phương tiện khác

### Sân khấu
Một vở kịch dựa trên bộ phim đã được ra mắt trong London's West End tại Nhà hát Royal Haymarket vào tháng 3 năm 2014. Vở kịch này được chuyển thể bởi nhà biên kịch gốc James Dearden của bộ phim.

### Phim truyền hình
Vào ngày 2 tháng 7 năm 2015, Fox đã thông báo rằng sẽ sản xuất một loạt phim truyền hình dựa trên bản phim gốc bởi hai nhà biên kịch phim Mad Men là Maria và Andre Jacquemetton. Tuy nhiên, vào ngày 13 tháng 1 năm 2017, có thông báo rằng dự án này đã bị hủy bỏ.